# Хуан Мануэль Перес де Гусман и Сильва, 8-й герцог Медина-Сидония
Хуан Мануэль Алонсо Перес де Гусман Эль-Буэно (исп. Manuel Alonso Pérez de Guzmán el Bueno; 7 января 1579 — 20 марта 1636) — испанский аристократ, 12-й сеньор Санлукар, 11-й граф Ньебла, 8-й герцог Медина-Сидония и 6-й маркиз Касаса в Африке.

## Биография
Испанский дворянин, принадлежащий к дому Медины Сидонии. Единственный сын Алонсо Переса де Гусмана эль Буэно, 7-го герцога Медины Сидонии (1550—1615), и Анны де Сильва-и-Мендоса (1560—1610), дочери Руя Гомеса де Сильвы и Аны де Мендоса де ла Серда, принцев Эболи и герцогов Пастраны.
Его статус наследника одного из главных титулов Испании предоставил ему тщательное гуманистическое и военное образование, а также брачный союз с другой из самых знатных семей того времени, герцогами Лерма. Еще будучи графом Ньебла, титул, принадлежащий наследникам его дома, он был назначен главным охотником короля и джентльменом его запертой комнаты. Точно так же в 1603 году он был назначен генерал-капитаном галер Испании.
После женитьбы он поселился в Уэльве, где сформировал небольшой двор и вырастил своих детей. В этот период он служил покровителем города, проводя реформы в замке Сан-Педро и основав монастырь Ла-Мерсед, который он наделил произведениями Хуана де Роэласа, Эрреры эль-Вьехо и Мартинеса Монтаньеса. Он также был защитником искусств: при его дворе у него был придворный живописец, флорентиец Франческо Джаннетти, и он покровительствовал писателю Педро Эспинозе.
В 1625 году, благодаря своему положению капитан-генерала океанского моря и побережья Андалусии, он руководил военными операциями из Хереса, с помощью которых он смог отразить нападение англо-голландского флота на город Кадис во главе с сэром Эдвардом Сесилом.

## Брак и потомство
Хуан Мануэль Алонсо Перес де Гусман женился в 1598 году на Хуане Гомес де Сандовал-и-Рохас-и-де-ла-Серда (1579—1626), дочери 1-го герцога Лерма, фаворита Филиппа III, и Каталине де ла Серда (1551—1603), дочери 4-го герцога Мединасели. У супругов были следующие дети:
- Гаспар Алонсо Перес де Гусман Эль-Буэно (август 1602 — 4 ноября 1664), 9-й герцог Медина-Сидония, старший сын и преемник отца
- Луиза Мария Франциска де Гусман-и-Сандоваль (13 октября 1613 — 27 февраля 1666), жена герцога де Браганса и будущего короля Португалии Жуана IV, будущая королева-консорт и регент Португалии
- Алонсо Перес де Гусман-и-Гомес де Сандоваль, 12-й граф Ньебла.